# Pascal Schoots
Pascal Schoots (25 juli 1974) is een Nederlands wielrenner. Hij reed negen jaar tandem als piloot van Jan Mulder. 
Schoots heeft van 1989 tot en met 2004 actief aan wielrennen gedaan: eerst bij de nieuwelingen, daarna bij de junioren en vanaf 1993 bij de elite-amateurs. Begin 1996 begon hij op de tandem met de visueel beperkte wielrenner en wereldkampioen Jan Mulder. Samen wonnen ze Paralympisch goud op de Paralympische Zomerspelen 1996 in Atlanta op het onderdeel achtervolging op de wielerbaan. Schoots nam met Mulder ook deel aan de Paralympische Zomerspelen 2000 in Sydney, waar zij een zilveren medaille behaalden op het onderdeel wegwedstrijd. Vier jaar later namen Schoots en Mulder nog een keer deel aan de Paralympische Zomerspelen 2004 in Athene waar zij weer een zilveren medaille behaalden, maar nu op het onderdeel achtervolging op de wielerbaan.
Naast de successen op de Paralympische Spelen heeft het duo vele andere successen behaald op de tandem, waaronder zes keer het Nederlands kampioenschap. Na de spelen van Athene in 2004 besloten Schoots en Mulder als tandemkoppel te stoppen. Schoots stopte in die tijd ook als actief wielrenner om zich aan zijn gezin te wijden. Sindsdien is hij werkzaam als accountmanager in de fietsenbranche. 
In 2011 is Schoots weer begonnen met wedstrijden rijden; hij eindigde dat seizoen zes keer als eerste. In 2014 won hij het wereldkampioenschap voor veteranen.

## Belangrijkste resultaten tandem
1996
- Paralympics Atlanta (VS) goud  (achtervolging op de wielerbaan)
- Volta de Lleida (Spanje) zilver  eindklassement

1997
- Nederlands kampioenschap goud  (wegwedstrijd)
- Volta de Lleida (Spanje) goud  eindklassement

1998
- Cape Argus Pick `n Pay Cycle Tour (Zuid-Afrika) zilver

1999
- Europees Kampioenschap (Frankrijk) zilver  (tijdrit).
- Nederlands kampioenschap goud  (wegwedstrijd)

2000
- Paralympics Sydney (Australië) zilver  (wegwedstrijd).
- Paralympics Sydney (Australië) 5e plaats (1 km tijdrit).
- Nederlands kampioenschap goud  (wegwedstrijd)

2001
- Nederlands kampioenschap goud  (wegwedstrijd)
- Ronde van Quebec (Canada) goud  eindklassement
- Ronde van België (België) brons  eindklassement

2002
- Wereldkampioenschap Augsburg (Duitsland) 5e plaats (achtervolging op de wielerbaan)
- Nederlands kampioenschap goud  (wegwedstrijd)

2004
- Paralympics Athene (Griekenland) zilver  (achtervolging op de wielerbaan)
- Nederlands kampioenschap zilver  (wegwedstrijd)
- HEW Cyclassics Hamburg (Duitsland) goud

## Belangrijkste resultaten individueel
1992
- Districtskampioenschap Midden Brabant brons  (tijdrijden)
- Nederlands kampioenschap goud  (achtervolging op de wielerbaan)
- Nederlands kampioenschap zilver  (tijdrijden)
- Districtskampioenschap Midden Brabant goud  (tijdrijden)
- Ronde van Midden Nederland goud
- Omloop van de Krimpenerwaard goud

1994
- Nederlands kampioenschap 4e plaats (achtervolging op de wielerbaan)
- Profronde van Tiel goud

1995
- Districtskampioenschap Gelderland goud
- Districtskampioenschap Gelderland zilver  (tijdrijden)
- Grote Prijs Ostfenster (Luxemburg) zilver

1996
- Districtskampioenschap Gelderland brons  (tijdrijden)

1997
- Districtskampioenschap Gelderland zilver  (tijdrijden)

1999
- Districtskampioenschap Noord-Holland goud
- Dagblad Rivierenland Ronde goud

2000
- Omloop van de Kerspelen goud

2012
- Nederlands kampioenschap Masters 30+ goud
- Ronde van Boxmeer (Daags na de Tour) goud

2013
- Districtskampioenschap Tijdrijden Midden goud
- Nederlands kampioenschap Masters 30+ goud
- Ronde van Boxmeer (Daags na de Tour) goud
- Profronde van Tiel goud

2014
- Wereldkampioenschap Amateurs/sportklasse 40+ goud